# 안나토

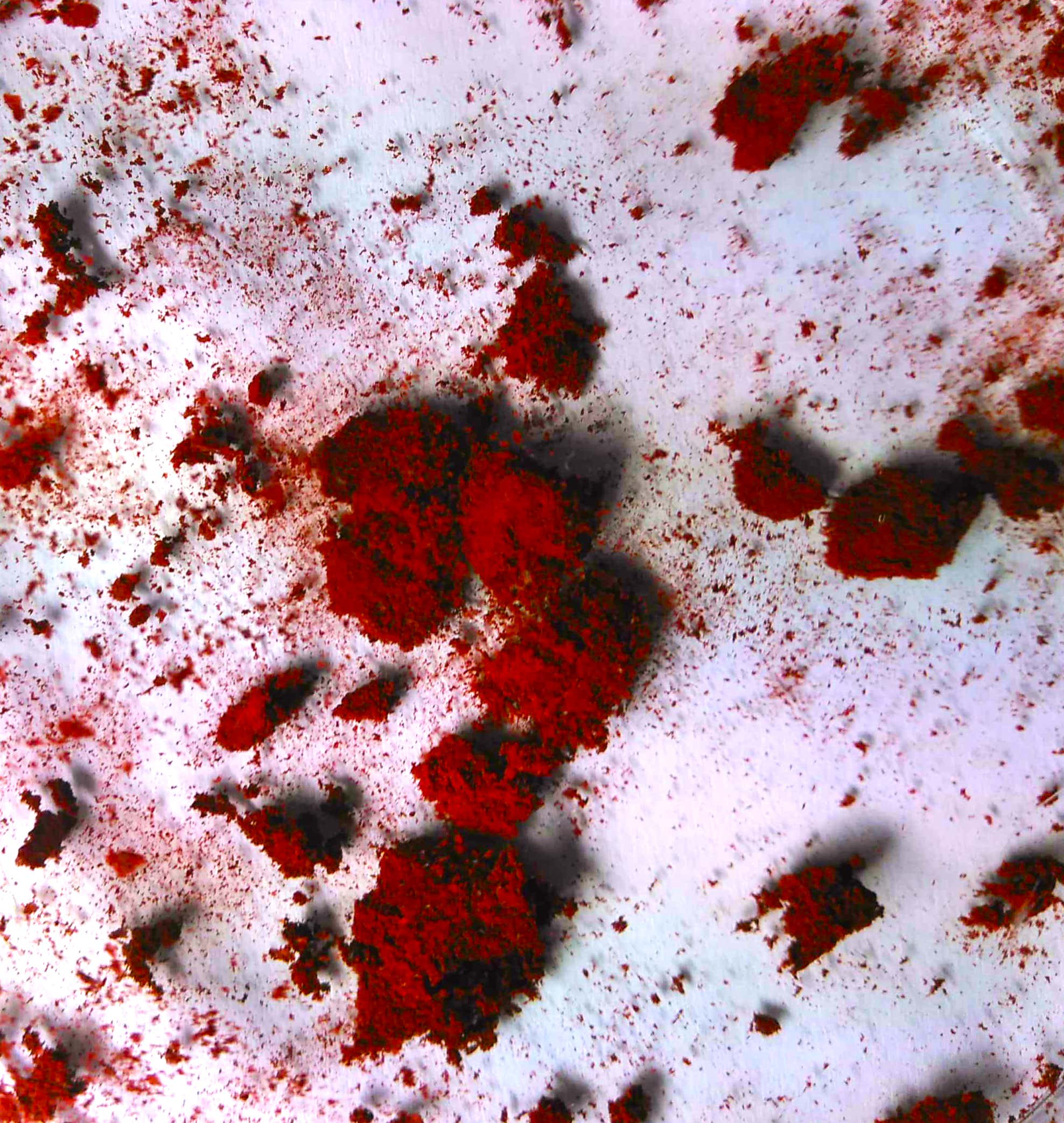
안나토가루

안나토(annatto)는 빅사의 씨에서 추출한 식용 색소 겸 향신료이다. 음식에 노란 색이나 붉은 색을 내고 향미를 더하는 데 쓴다.

## 사진

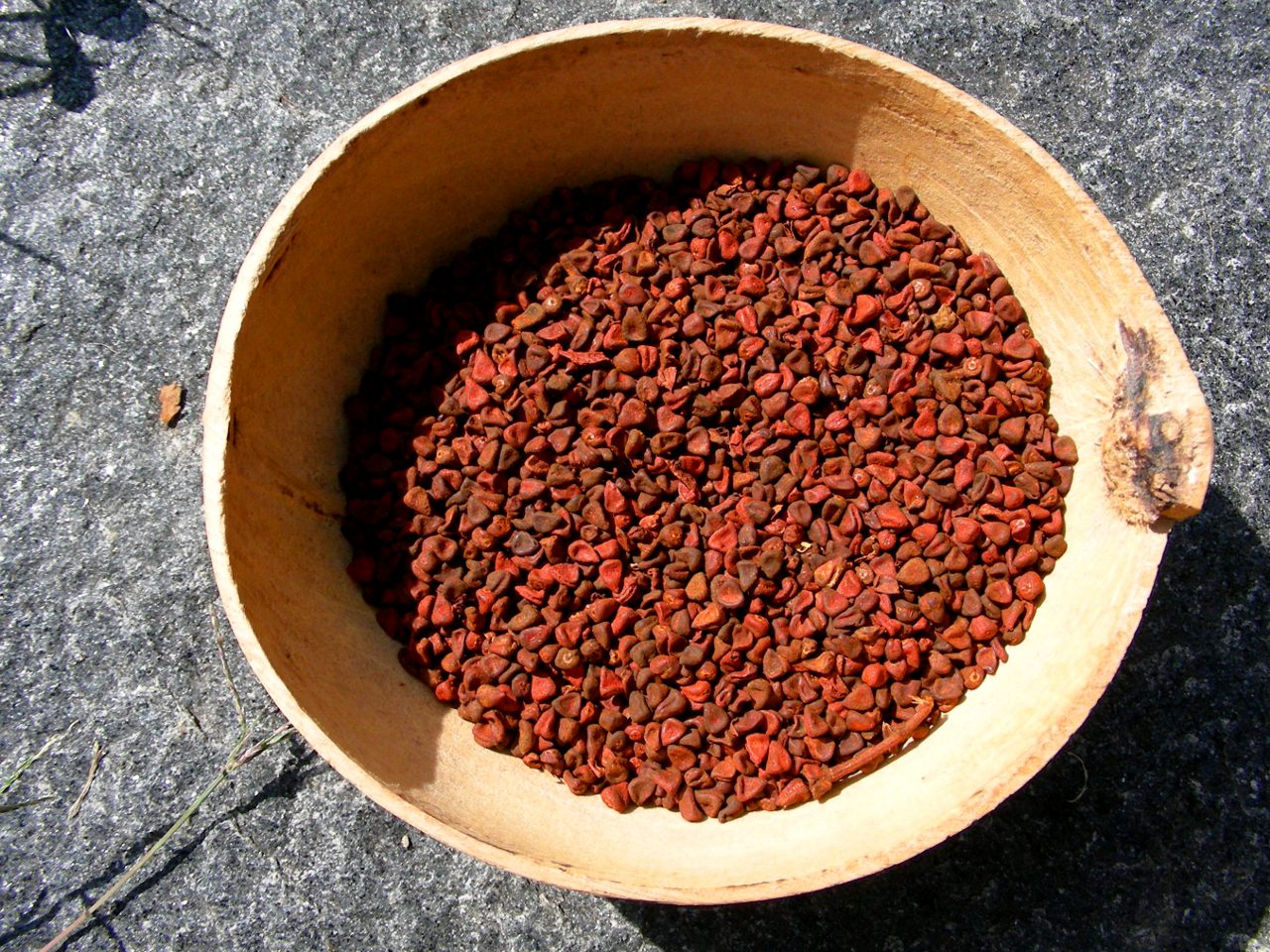
빅사 씨
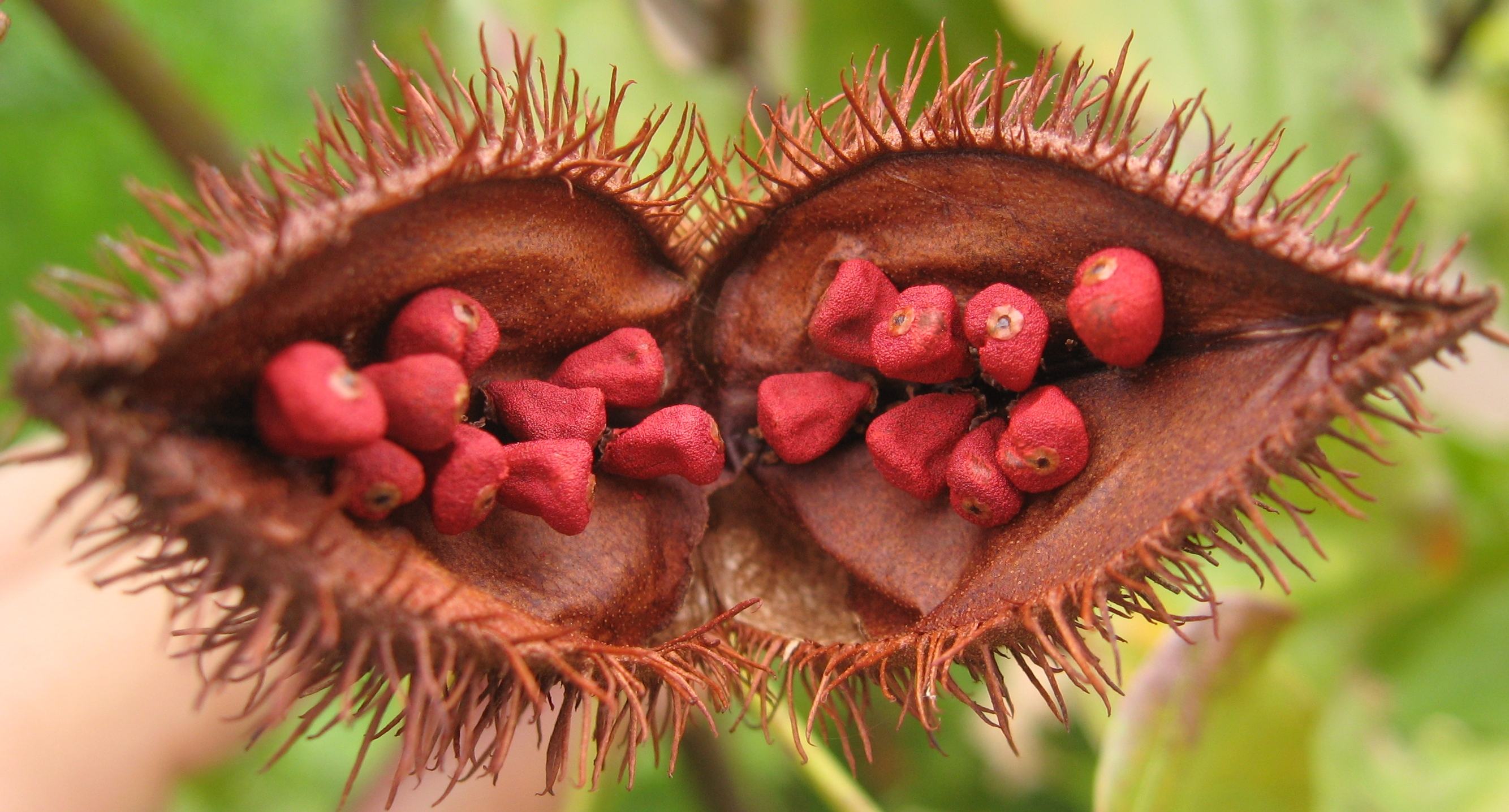
빅사 열매와 씨